# Rana dunni
Lithobates dunni là một loài ếch thuộc họ Ranidae. 
Đây là loài đặc hữu của México, nơi nó được gọi là rana de Pátzcuaro.
Môi trường sống tự nhiên của chúng là sông ngòi, hồ nước ngọt, và đầm nước ngọt.
Chúng hiện đang bị đe dọa vì mất môi trường sống.